# マシュー・ペニントン
マシュー・ペニントン（Matthew Pennington, 1994年10月6日 - ）は、イングランド・ウォリントン出身のプロサッカー選手。ブラックプールFC所属。ポジションはDF（センターバック）。

## クラブ歴
11歳でエヴァートンFCのアカデミーに入団。2013年7月、クラブと最初のプロ契約を結んだ。2015年8月のフットボールリーグカップ・バーンズリーFC戦でトップチームデビュー。その後は下位リーグへの期限付き移籍を繰り返す。
2021年1月よりEFLリーグ1のシュルーズベリー・タウンFCへシーズン終了までのローンとなることが発表された。5月27日に完全移籍となった。
2023年7月1日、ブラックプールFCに移籍した。

## 代表歴
U-19イングランド代表歴がある。